# (1455) Mitchella
(1455) Mitchella est un astéroïde de la ceinture principale.

## Description
(1455) Mitchella est un astéroïde de la ceinture principale. Il fut découvert le 5 juin 1937 à Heidelberg par Alfred Bohrmann. Il présente une orbite caractérisée par un demi-grand axe de 2,25 UA, une excentricité de 0,12 et une inclinaison de 7,8° par rapport à l'écliptique.

## Compléments